# Apóstolos Doxiadis
Apóstolos Doxiadis és un escriptor i matemàtic grec, nascut el 1953 a Brisbane, Queensland (Austràlia).